# Albert Rimli
Johann Albert Rimli (* 13. April 1871 in Herdern; † 29. April 1954 in Frauenfeld; heimatberechtigt in Tägerschen und Frauenfeld) war ein Schweizer Architekt, der vor allem durch seine Kirchenbauten berühmt wurde. Die meisten Kirchenbauten errichtete er im neubarocken Stil.

## Leben
Albert Rimli wurde in Herdern als Sohn des damaligen thurgauischen Staatssekretärs und Lehrers Johann Baptist Rimli (1845–1920) und der Maria Theresia Lüthi (1844–1925) geboren. Die Familie zog bald darauf nach Frauenfeld. Er hatte fünf Geschwister: Maria Hedwig (1872–1951), Maria Theresia (1872–1894), Ida Hedwig (1876–1881), Josephine (1877–1906) und Johann Eugen (1879–1951). Die Familie Rimli ist seit über 450 Jahren in Tägerschen und Tobel (heute Tobel-Tägerschen) registriert.
Die Architektenausbildung machte Rimli am Technikum Winterthur, wo er 1891 sein Diplom erhielt. Das Architekturstudium führte er an der Technischen Hochschule München (1892–1893) fort. Danach folgten Praktika bei verschiedenen Architekten in Zürich. Im Jahr 1901 eröffnete er ein eigenes Büro in Frauenfeld und wurde bald zu einem der gesuchtesten Architekten für Kirchen, Schulhäuser und andere öffentliche Bauten.
Rimli war ein vielbeschäftigter Architekt des Historismus. Zahlreiche bedeutende Kirchenbauten, vorwiegend im Stil des Neubarocks, stammen von ihm. Nach seinen Plänen entstand auch der bedeutendste Kirchenbau des Neubarock in der Schweiz, die Stadtkirche St. Nikolaus in Frauenfeld.
Rimli starb kurz nach seinem 83. Geburtstag. Er war unverheiratet, hatte keine Kinder und lebte mit seiner Schwester Hedwig Rimli zusammen, die ihm den Haushalt führte. Er lebte bis zu seinem Tod in Frauenfeld.

## Werke

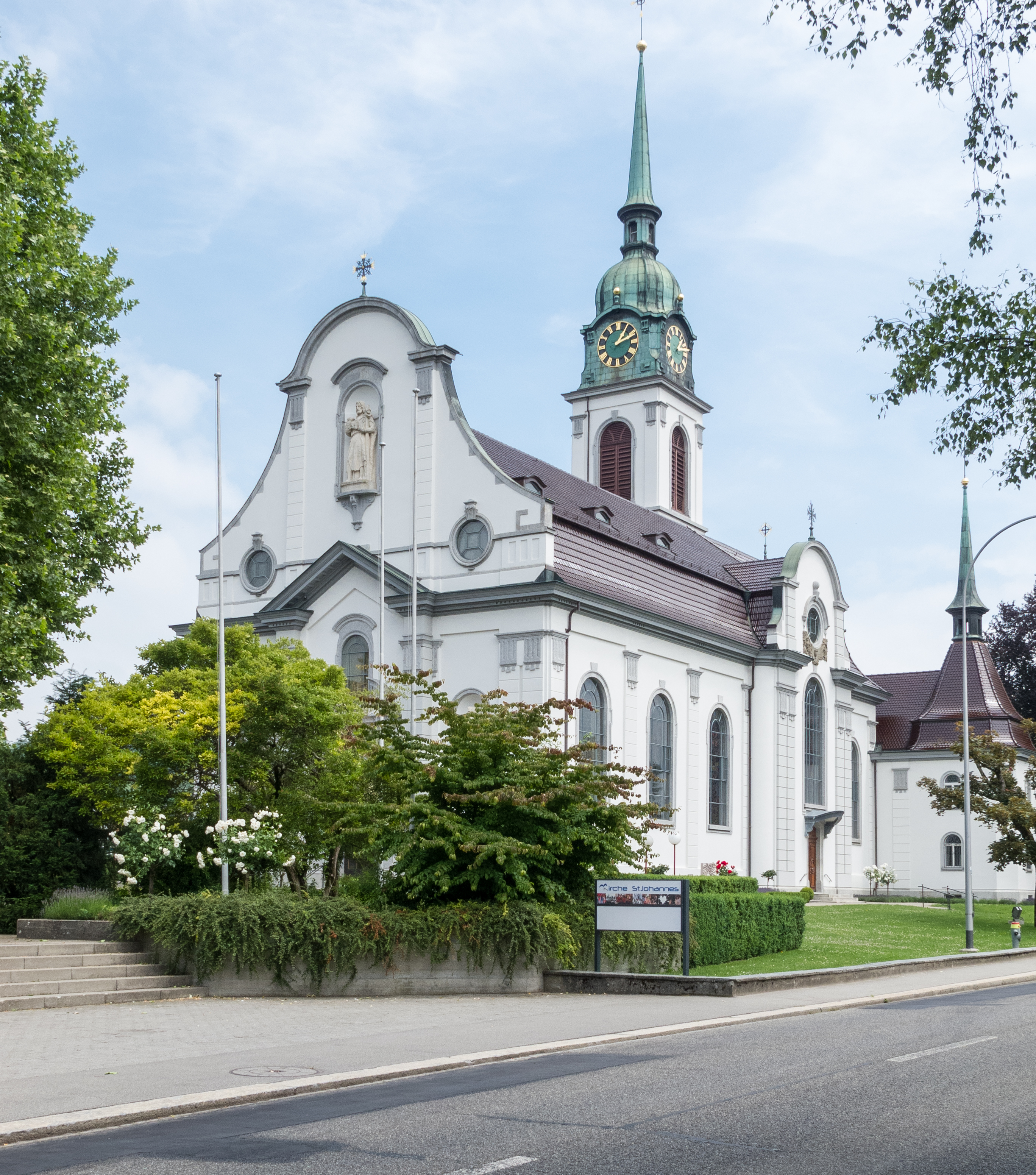
Pfarrkirche in Weinfelden

- 1901–1903: Kreuzlingen-Emmishofen, Pfarrkirche St. Stephan
- 1902–1904: Weinfelden TG, Pfarrkirche St. Johannes d. T.
- 1903/1904: Widnau SG, Pfarrkirche St. Josef
- 1904–1906: Frauenfeld, Pfarrkirche St. Nikolaus
- 1905–1907: Koblach in Vorarlberg, Pfarrkirche Koblach hl. Kilian
- 1908–1910: Höchst/Vorarlberg, Pfarrkirche St. Johann
- 1909/1910: St. Margrethen SG, Pfarrkirche St. Margaretha
- 1910–1913: Horn TG, Pfarrkirche St. Franz Xaver
- 1912–1915: Mammern TG, Pfarrkirche St. Blasius
- 1922–1924: Steinebrunn TG, Pfarrkirche St. Gallus
- 1924/1925: Au SG, Pfarrkirche Maria Geburt